# 艾康木
艾康木（1880年—1934年12月）又写作艾坎，佤族，佤族常称之为达尖准（意为“掌印圈官”，又作达坚准、达讲宗），政府文書名稱达京宗，没有汉名，对汉官自称“胡玉山”，是为胡玉山第二。是葫芦王地政治人物，第三代世袭班洪王。1930年，其父艾果病故，艾康木袭位，成为班洪总管。1934年4月20日，云南省政府主席龙云委任艾康木为班洪总管，同年12月去世。
| 前任： 艾果 | 班洪总管 1930年—1934年 | 繼任： 艾京 |

## 资料来源
1. ↑  沧源佤族自治县地方志编撰委员会. . 昆明: 云南民族出版社. 1998年12月: 515. ISBN 7-5367-1498-X.
2. ↑  云南省临沧市延安精神研究会 - 张云. . 昆明: 云南民族出版社. 2007年12月: 50. ISBN 978-7-5367-3992-5.
3. ↑  袁娥. . 昆明: 知识产权出版社. 2007年12月: 133. ISBN 978-7-5130-1218-8.
4. ↑  《佤山纪事》编委会, 王敬骝主编. . 昆明: 云南民族出版社. 2007年5月: 6-7. ISBN 978-7-5367-3710-5.
5. ↑  艾兵有. . 上海：上海人民出版社. 2013年9月: 159. ISBN 978-7-208-11768-6.